# Алпајн Нортвест (Вајоминг)
Алпајн Нортвест (енгл. Alpine Northwest) насељено је место без административног статуса у америчкој савезној држави Вајоминг.

## Демографија
По попису из 2010. године број становника је 244, што је 92 (60,5%) становника више него 2000. године.
| Група             | 2000.       | 2010.       |
| Белци             | 145 (95,4%) | 226 (92,6%) |
| Афроамериканци    | 0 (0,0%)    | 0 (0,0%)    |
| Азијати           | 0 (0,0%)    | 1 (0,4%)    |
| Хиспаноамериканци | 4 (2,6%)    | 16 (6,6%)   |
| Укупно            | 152         | 244         |